# إدوارد سكولنيك
إدوارد سكولنيك (بالإنجليزية: Edward Scolnick)‏ هو محقق أساسي في معهد برود، والمدير السابق لمركز ستانلي لأبحاث الطب النفسي في معهد برود، والرئيس السابق للأبحاث والتطوير في مختبرات ميرك للأبحاث.

## حياته التعليمية والمهنية في وقت مبكر
حصل إدوارد سكولنيك على درجة البكالوريوس في عام 1961 من جامعة هارفارد ودكتوراه في الطب عام 1965 من مدرسة طب هارفارد. وبعد دراسته الطبية، انضم إلى خدمة الصحة العامة لتجنب التجنيد في حرب فيتنام. وخلال السنوات الخمس عشرة التي قضاها في المعهد الوطني للسرطان التابع للمعاهد الوطنية للصحة، اكتشف سكولنيك الجين الورمي لعائلة راس RAS والذي يشارك في مسار الإشارات الحرجة بنقل الخلية طبيعية إلى الخلايا العدوانية المعروفة باسم خلايا الورم. ساعد عمله في تأسيس مفهوم منع مسارات الإشارات كأمر أساسي لبيولوجيا السرطان واكتشاف الأدوية.

## مختبرات ميرك للأبحاث
انضم إدوارد إلى مختبرات ميرك في عام 1982 كمدير تنفيذي لقسم الفيروس وبيولوجيا الخلية، بعد أن تم تكليفه من معاهد الصحة الوطنية الأمريكية. وشغل إدوارد منصب رئيس قسم الأبحاث في مختبرات ميرك للأبحاث منذ عام 1985 وحتى تنحيه في عام 2002. وأثناء وجوده في مختبرات ميرك، شارك في تطوير وإدخال 29 من الأدوية واللقاحات الجديدة.
كان شخصية رئيسية في تطوير وتسويق عقار روفيكوكسيب، الذي تم سحبه من السوق بعد أن تم اكتشاف أن هذا العقار تسبب في مخاطر عالية للإصابة بالنوبة القلبية. وقد تكبدت المطالبات القانونية الناتجة عن ذلك تحميل شركة ميرك الكثير من التعويضات المالية. وخلال السنوات الخمس التي توفر فيها العقار في الولايات المتحدة، كانت هناك أكثر من 38000 حالة وفاة مرتبطة باستخدام عقار الروفيكوكسيب، حيث تعاطى ما وصل عدده إلى 25 مليون أمريكي العقار. في التحقيقات اللاحقة، تم الكشف عن أنه من المرجح أن ميرك كانت على علم بالتأثيرات الضارة لهذا الدواء، وأن سكولنيك قد رفضها من أجل دفع الدواء إلى السوق قبل بايلر.

## حياته المهنية
بدأ سكولنيك كمدير مؤسس لمركز ستانلي لأبحاث الطب النفسي في معهد برود عام 2007. وفي عام 2012 ، تنحى عن منصب المدير وأصبح عالِم مركز ستانلي الرئيسي، وخلفه ستيفن هيمان.
حصل على عضوية الأكاديمية الوطنية للعلوم والأكاديمية الوطنية للطب، والأكاديمية الأمريكية للفنون والعلوم. كما تم تعيينه في مجلس الزوار في كلية الطب بجامعة بيتسبرغ.
يمنح معهد ماساتشوستس للتكنولوجيا جائزة إدوارد سكولنيك في علم الأعصاب على شرفه.